# Southampton Dock
"Southampton Dock" es una canción del álbum The Final Cut de 1983, de Pink Floyd. Aunque la banda nunca la tocó en vivo, sí lo hizo Roger Waters por su cuenta, casi siempre en un "Medley" con "Get Your Filthy Hands Off My Desert", también de The Final Cut. Uno de esos  medley fue incluido en el DVD y álbum In the Flesh – Live de Roger Waters. Y Waters también la tocó en su gira The Dark Side of the Moon Live tour de 2006 a 2007.
La versión extendida de Outside The Wall, como la usada en la película Pink Floyd – The Wall (en el final y los créditos) tiene un puente instrumental parecido al de la canción.

## Personal
- Roger Waters - guitarra acústica, bajo y voces
- Michael Kamen - piano y orquestación.